# Comuna Partille
Partille (Partille kommun) este o comună din comitatul Västra Götalands län, Suedia, cu o populație de 36.147 locuitori (2013).

## Geografie

### Zone urbane
Lista celor mai mari zone urbane din comună (anul 2015) conform Biroului Central de Statistică al Suediei:
| Nr | Zona urbană | Pop.  |
| -- | ----------- | ----- |
| 1  | Öjersjö     | 4.394 |
| 2  | Jonsered    | 929   |
| 3  | Kåhög       | 871   |

Reședința comunei, orașul Partille, intră în componența zonei urbane Göteborg.

## Demografie
| \| Evoluția demografică în comuna Partille, 1970–2015 \| Evoluția demografică în comuna Partille, 1970–2015 \| Evoluția demografică în comuna Partille, 1970–2015 \| Evoluția demografică în comuna Partille, 1970–2015 \| Evoluția demografică în comuna Partille, 1970–2015 \| \| ----------------------------------------------------------------------------------------------------- \| -------------------------------------------------- \| -------------------------------------------------- \| -------------------------------------------------- \| -------------------------------------------------- \| \| An \| \| \| Locuitori \| \| \| 1970 \| 1970 \| \| 24588 \| 24588 \| \| 1975 \| 1975 \| \| 27151 \| 27151 \| \| 1980 \| 1980 \| \| 27172 \| 27172 \| \| 1985 \| 1985 \| \| 29232 \| 29232 \| \| 1990 \| 1990 \| \| 30420 \| 30420 \| \| 1995 \| 1995 \| \| 32206 \| 32206 \| \| 2000 \| 2000 \| \| 33124 \| 33124 \| \| 2005 \| 2005 \| \| 33543 \| 33543 \| \| 2010 \| 2010 \| \| 35084 \| 35084 \| \| 2015 \| 2015 \| \| 36977 \| 36977 \| \| Sursa: SCB - Statistika Centralbyrån, Folkmängd efter region, civilstånd, ålder och kön. År 1968–2016 \| \| \| \| \| |      |  |           |       |
| Evoluția demografică în comuna Partille, 1970–2015 |      |  |           |       |
| An |      |  | Locuitori |       |
| 1970 | 1970 |  | 24588     | 24588 |
| 1975 | 1975 |  | 27151     | 27151 |
| 1980 | 1980 |  | 27172     | 27172 |
| 1985 | 1985 |  | 29232     | 29232 |
| 1990 | 1990 |  | 30420     | 30420 |
| 1995 | 1995 |  | 32206     | 32206 |
| 2000 | 2000 |  | 33124     | 33124 |
| 2005 | 2005 |  | 33543     | 33543 |
| 2010 | 2010 |  | 35084     | 35084 |
| 2015 | 2015 |  | 36977     | 36977 |
| Sursa: SCB - Statistika Centralbyrån, Folkmängd efter region, civilstånd, ålder och kön. År 1968–2016 |      |  |           |       |